# علم الزلازل الشمسي

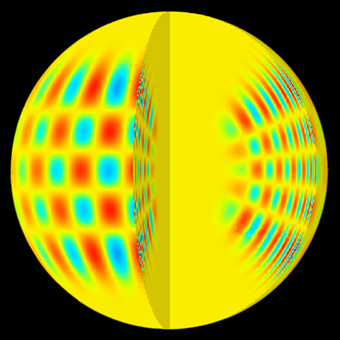
صورة مولدة حاسوبيًا تظهر نمط التذبذب الصوتي الشمسي- P داخل وعلى سطح الشمس. (l=20, m=16, و n=14.) لاحظ أن الزيادة في سرعة الصوت عندما تقترب الموجات من مركز الشمس يسبب زيادة مقابلة في الطول الموجي الصوتي.

علم الزلازل الشمسي (بالإنجليزية: Helioseismology)‏ هو فرع من فروع الفيزياء الشمسية يهتم بدراسة انتشار موجات الضغط والتذبذبات التي تحدث على سطح الشمس واستنتاج البنية الداخلية والحركية للشمس من انتشار الموجات الزلزالية، وخاصة الموجات الصوتية (موجات p) وموجات الجاذبية السطحية (موجات f).
طُوِّر علم الزلازل الشمسي قياسًا على علم الزلازل وبعد ذلك برز علم الزلازل النجمي، حيث تُحلَّل الموجات الزلزالية لتحديد الهياكل الداخلية للنجوم الأخرى.
الفيزياء الأساسية في كل من علم الزلازل وعلم الزلازل الشمسي هي حركات الموجات النشطة داخل الجسم (الأرض أو الشمس) ولكن هناك العديد من الاختلافات في عدد ونوع الموجات لكل من البيئات الأرضية والشمسية. ولأن الشمس جسم مائِع لا يمكن أن تدعم موجات الجر ( موجات-s)، على عكس الموجات الزلزالية على الأرض.ويستثنى من ذلك الموجات المغناطيسية الصوتية التي تبدو مهمة فقط في الغلاف الجوي.

## الموجات الزلزالية
تتولد الموجات الزلزالية الشمسية من الاضطرابات في منطقة الحمل الحراري تحت سطح الشمس مباشرة وتضخم ترددات معينة من خلال التداخل البنائى، مما يؤدي إلى رنين. وبعبارة أخرى، فإن اضطرابات الشمس «ترن» مثل جرس. تنعكس موجات الرنين بالقرب من الغلاف الضوئي (السطح المرئي للشمس) حيث يمكن ملاحظتها. يمكن الكشف عن التذبذبات في أي سلسلة زمنية تقريبا من الصور الشمسية، ولكن من الأفضل رصدها من خلال قياس تأثير دوبلر لخطوط امتصاص الغلاف الجوي. وتكشف تفاصيل انتشار الموجات الزلزالية خلال الشمس، المستنبطة من الترددات الرنانة عن البنية الداخلية للشمس، مما يسمح للفيزياء الفلكية بوضع تمثيل مفصل للغاية للطبقات الهيدروستاتيكية والسرعة الزاوية الداخلية. ويسمح ذلك بتقييم عزم رباعي الأقطاب({\displaystyle J_{2}=1.8\times 10^{-7}}) وعزوم ذات قيم أعلى من قدرة الجاذبية السطحية للشمس .

## المميزات

الدوران الداخلي للشمس يظهر دوران تفاضلي في الطبقة الخارجية لمنطقة الحمل الدوران منتظم تقريبًا في مركز منطقة الإشعاع، ويسمى التحول بين هذه المناطق خط السرعة.

تمكن علم الزلازل الشمسي من استبعاد احتمال أن مشكلة النيوترينو الشمسي كانت نتيجة لأنماط ثابتة غير مضبوطة من باطن الشمس. وتشمل المميزات التي كشفها علم الزلازل الشمسي أن منطقة الحمل الحراري الخارجي والمنطقة الإشعاعية الداخلية تدور بشكل مختلف، والتي يعتقد البعض أنها تولد المجال المغناطيسي الرئيسي على الأقل في الطبقات الخارجية للشمس بواسطة تأثير الدينامو.
بشكل عام، فإن السرعة الزاوية للمنطقة الحمل الحراري تنخفض من خط الاستواء إلى القطبين، والدوران الداخلي للشمس يظهر دوران تفاضلي في الطبقة الخارجية لمنطقة الحمل الدوران منتظم تقريبا في مركز منطقة الإشعاع، ويسمى التحول بين هذه المناطق خط السرعة ومنطقة الحمل الحراري لديها «تيارات نفاثة» من البلازما (تسمى التذبذبات التوائية) تمتد آلاف الكيلومترات تحت سطح . تشكل التيارات النفاثة جبهات واسعة في خط الاستواء، وتنتقل إلى عواصف إعصارية أصغر عند خطوط العرض العالية. التذبذبات التوائية هي الاختلاف الزمني في الدوران التفاضلي الشمسي.وهي تناوبات مقيدة من دوران أسرع وأبطأ وحتى الآن لا يوجد تفسير نظري مقبول لها، على الرغم من ارتباطها بعلاقة وثيقة مع الدورة الشمسية ، كما أن لديها فترة من أحد عشر عاما، منذ أن رصدت لأول مرة في عام 1980 
ويمكن أيضا أن يُستخدم علم الزلازل الشمسي لتصور الجانب البعيد من الشمس عن الأرض، بما في ذلك البقع الشمسية. بعبارات بسيطة، البقع الشمسية تستوعب وتحرف الموجات الزلزالية الشمسية، مما يسبب قصور زلزالي عندما تواجه الغلاف الضوئي مرة أخرى .
ولتيسير التنبؤ بالطقس الفضائي، تم إنتاج الصور الزلزالية للجزء المركزي للجانب الشمسي البعيد تقريبا منذ أواخر عام 2000 من خلال تحليل البيانات من المركبة الفضائية سوهو، ومنذ عام 2001، تم تخيل الجانب البعيد بأكمله بهذه البيانات.

## تأريخ بعلم الزلازل الشمسي
يمكن استنتاج عمر الشمس بواسطة الدراسات المتعلقة بالزلازل الشمسية. هذا لأن انتشار الموجات الصوتية في عمق الشمس يعتمد على تكوين الشمس، ولا سيما الوفرة النسبية للهيليوم والهيدروجين في النواة. منذ أن بدأت الشمس بتحويل الهيدروجين إلى هيليوم طوال حياتها، الوفرة الحالية من الهيليوم في قلب الشمس يمكن استخدامها لاستنتاج عمر الشمس، وذلك باستخدام النماذج العددية للتطور النجمي المطبقة على الشمس (النموذج الشمسي القياسي). يوفر هذه الأسلوب طريقة للتحقق من عمر النظام الشمسي التي تم جمعها من التأريخ الإشعاعي للنيازك.